# Amoco

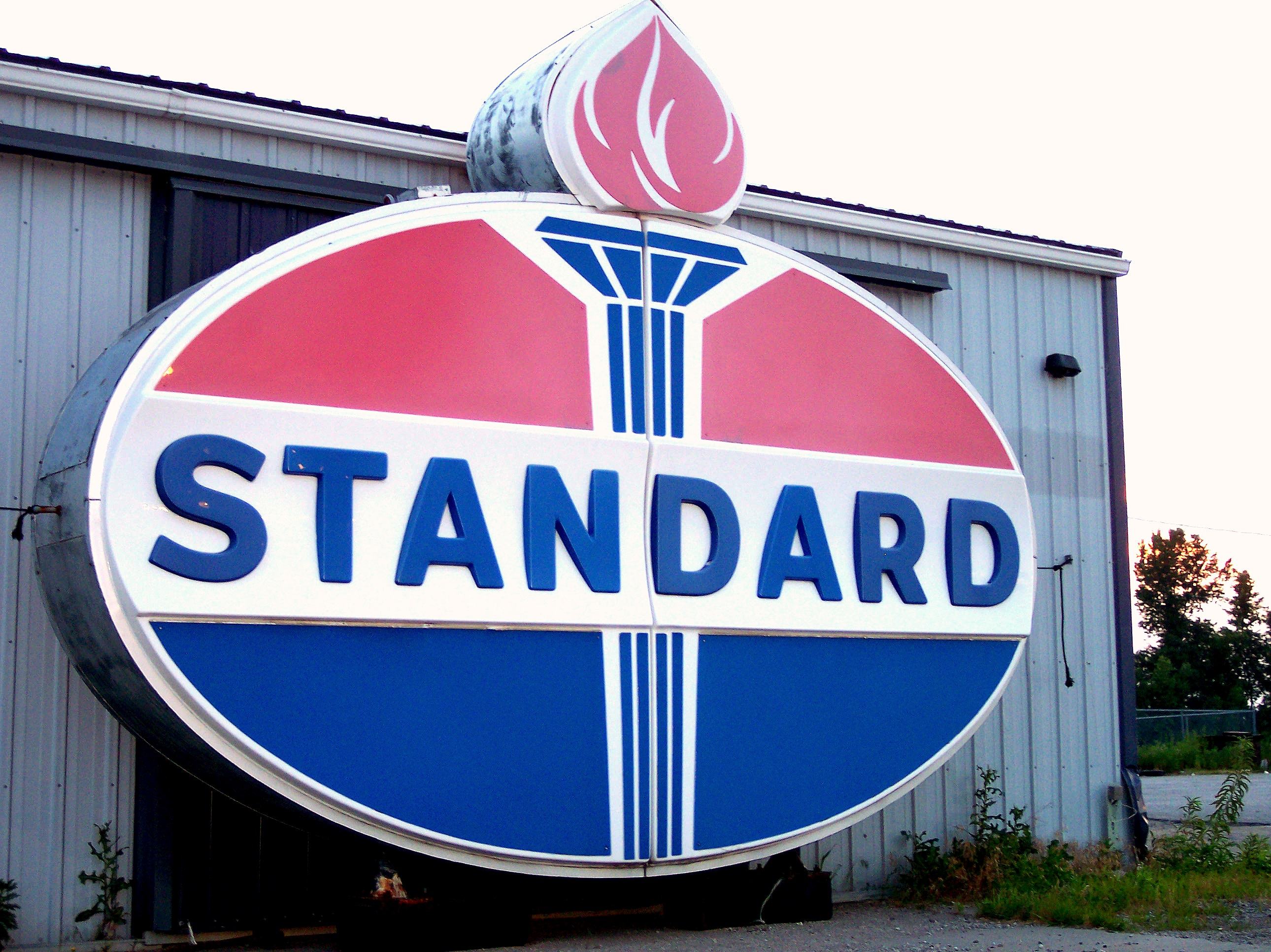
Il logo della Amoco con la scritta Standard

La Amoco Corporation (originariamente nota come Standard Oil Company of Indiana) è stata una compagnia petrolchimica statunitense, fondata nel 1889 a partire da una raffineria di Whiting, nell'Indiana.

## Storia
La compagnia apparteneva originariamente alla Standard Oil e divenne autonoma dopo lo scorporo di quest'ultima nel 1911.
In seguito, nel 1925, assorbì la Pan-American Petroleum, proprietaria di metà delle azioni della American Oil Company (da cui la sigla Am.O.Co.), fondata a Baltimora nel 1910. 
A partire dal secondo dopoguerra, la società si è contraddistinta per il tipico logo rosso-bianco-blu con la torcia, sebbene il marchio variasse a seconda del Paese: la compagnia era infatti presente come Standard, American, Amoco, Utoco e Pan-Am, anche vista la differente situazione negli Stati americani circa i diritti di utilizzo del marchio Standard.

Il logo della Amoco con la scritta American

Negli anni '60 acquisì la britannica Vigzol. Nel 1962 arrivò in Italia acquistando la rete Zenit e negli stessi anni la compagnia si espanse anche in Gran Bretagna e Belgio. Nel 1965 aprì un'importante filiale in Norvegia.
Nel 1985 la compagnia assunse ufficialmente il nome di Amoco Corporation. La sede della società era situata nell'Amoco Building (l'attuale Aon Center) nel Chicago Loop.
La rete italiana fu ceduta alla Tamoil nel 1984, mentre quella britannica fu venduta a Elf nel 1990.
Nel 1998 fu annunciata la fusione con la britannica BP, formando la BP Amoco; nel 2001 il marchio Amoco fu ritirato e la compagnia riprese il nome BP.
Nel 2017, la BP ha annunciato la volontà di rispolverare il marchio Amoco, che è oggi tornato presente in alcune stazioni di servizio americane.